# John Bowes (Schiff)
Die John Bowes war das erste Massengutschiff moderner Prägung.

## Vorgeschichte
1847 trat der siebzehnjährige Charles Mark Palmer als Partner von Sir William Hutt, Nicholas Wood und John Bowes in eine Gesellschaft zur Koksherstellung in North-East England ein. Rund zehn Jahre stand das Kohleunternehmen vor der Situation, dass der Transport der eigenen Kohle in Collier-Briggs genannten Kohlenseglern nach London durch schlechtes Wetter verzögert wurde, während Kohlengruben aus den Midlands ihr Material bereits über das wachsende Eisenbahnnetz nach Süden sandten. Nach der Schlechtwetterperiode trafen fast alle Kohlensegler zur selben Zeit in London ein, was zu einem Kohlenüberangebot und dementsprechend schlechten Absatzpreisen führte. Um dem abzuhelfen, gründete Palmer im April 1852 mit Londoner Kapitalgebern die Reederei General Iron Screw Collier Company, um Kohle aus Nordost-England mit schraubengetriebenen eisernen Kohlendampfern nach London zu transportieren. Die dazu nötigen Kohlenschiffe oder Colliers wurden auf der eigens mit seinem Bruder George gegründeten Werft Palmer Brothers in Jarrow gebaut.

## DieJohn Bowes
Als erste von rund 25 gebauten Einheiten dieses ersten Massengutschiffstyps lief am 30. Juni 1852 die John Bowes vom Stapel. Das aus Eisen gebaute Schiff besaß achtern angeordnete Brückenaufbauten und davor einen Laderaum mit rund zwanzig Meter langer Luke. Der Antrieb bestand aus einer ebenfalls achtern eingebauten Verbunddampfmaschine des Herstellers Thompson, Boyd & Company aus Newcastle und drei Masten mit Schonertakelung. Nach der Fertigstellung des etwa 10.000 Pfund teuren Neubaus trat dieser am 29. Juli 1852 seine erste Reise mit einer Kohleladung vom Tyne nach London an und traf am 31. Juli auf der Themse ein. Nach dem Löschen der Ladung beendete die John Bowes ihre erste Rückreise am 3. August. Anfangs traten Dichtigkeitsprobleme der Ballasttanks auf, die erst durch den Einbau separater eingebauter Tanks gelöst werden konnten.
Die seinerzeit auf diesem Kohlenverkehr üblichen Collier-Briggs benötigten im Vergleich zwei bis vier Wochen für eine Rundreise. Im Zusammenwirken mit den Sondervereinbarungen, die Palmer zur schnelleren Kohleverteilung mit den Londoner Eisenbahngesellschaften schloss, erwies sich die Neuerung schnell als deutlich überlegen zum herkömmlichen Transport mit Segelschiffen.
Nachdem das Schiff im Jahr 1864 mit einer neuen Dampfmaschine ausgerüstet worden war, veräußerte Palmers' Iron Screw Collier Company die John Bowes im Jahr 1873 an Benjamin George Barnett in London, der das Schiff unter dem alten Namen weiterbetrieb und im Jahr 1883 erneut eine neue Dampfmaschine einbauen ließ, die M. Paul & Company aus Dumbarton lieferte. 1889 kam das Schiff kurzfristig in norwegischen Besitz und fuhr vorübergehend als Spec für Frithjof Ohens, der es im selben Jahr an eine schwedische Reederei weitergab, die das Schiff Transit taufte. Im Dezember 1908 erwarb die Reederei de Ybarary aus Bilbao den Dampfer für 2000 Pfund und betrieb ihn bis 1919 als Carolina. Im Jahre 1919 wurde das Schiff erneut verkauft und wechselte innerhalb Spaniens zur Reederei T. Fierro & Hijos in Gijón, die es als Valentin Fierro einsetzte. Später in den 1920er Jahren änderte sich der Name der Betreiberreederei zunächst auf Cia. Naviera Fierro und gegen Ende der 1920er Jahre war der Dampfer auf Frederico G. Fierro eingetragen, 1933 wechselte der inzwischen über 80 Jahre alte Frachtdampfer letztmals seinen Eigentümer und ging in die Hände der Reederei Cia. Naviera Fierro in Madrid über, die ihn in Villa Selgas umbenannte. Am 10. Oktober 1933 sank das Schiff schließlich im Schlechtwetter auf einer Reise mit Eisenerz von Bilbao nach San Sebastian.

## Schiffbauliche Bedeutung
Die schiffbauliche Bedeutung der John Bowes als erstes Massengutschiff moderner Prägung liegt in der Kombination mehrerer Dinge begründet. Zwar waren schon zum Zeitpunkt von Palmers Eintritt ins Kohlengeschäft weltweit 924 Dampfschiffe in Fahrt, der Entwurf eines ausschließlich für die Massengutfahrt konzipierten eisernen Dampfschiffes mit Schraubenantrieb und der Möglichkeit, Wasserballast an Bord zu nehmen, war Mitte des 19. Jahrhunderts noch neu. Der Dampfantrieb machte das Schiff unabhängig vom Wetter und erlaubte somit eine höhere Anzahl von verlässlichen Reisen. Der Schiffspropeller erlaubte eine bessere Brennstoffausnutzung als der Schaufelradantrieb, was der Tragfähigkeit zugutekam. Darüber hinaus verringerte der Bau aus Eisen das Baugewicht, was ebenfalls die Tragfähigkeit erhöhte. Der Wasserballast ermöglichte wiederum eine schnellere Hafenumlaufzeit und zudem eine Kostenersparnis, denn er war zum einen kostenlos und konnte zum anderen schnell an und wieder über Bord gepumpt werden – Collier-Briggs waren dagegen im Löschhafen gezwungen, Ballaststeine oder Sandballast zu kaufen, diesen zeitaufwändig zu laden und im Ladehafen erneut zu löschen. Die Gesamtauslegung des Schiffes bildete die Basis zur Entwicklung des klassischen Trampdampfers und aller folgenden Massengutschiffe.
Am Fuß der 1904 in Jarrow eingeweihten Statue von Sir Charles Mark Palmer finden sich zwei große Schiffsabbildungen, eine von der John Bowes und eine von der HMS Resolution. Die Hauptinschrift erwähnt nur die John Bowes.